# 皇后碼頭
皇后碼頭（英語：Queen's Pier）曾是位於香港中環愛丁堡廣場、香港大會堂前的公共碼頭，以維多利亞女王命名。它多年來不僅是日常使用的公共碼頭，也是重要的儀式性抵達與離港地點。自1925年起，所有香港總督皆在此正式抵港；伊莉莎白二世於1975年與1986年訪港時，均在此碼頭登岸。
2007年4月26日，香港政府關閉碼頭以進行填海工程，此前不久鄰近的天星碼頭亦告關閉。此舉引發保育人士強烈反對，他們持續發起運動以保存這座地標。2007年8月1日，警方驅離約30名抗議者；活動人士申請司法覆核，高等法院於8月7日開庭審理。8月10日，法院駁回請求。
最終，皇后碼頭於2008年2月完全拆除，其基樁亦於2008年3月移除。2008年，政府在拆卸後試圖營造公眾支持於新海濱重組碼頭的假象，遭保育人士批評。

## 歷史

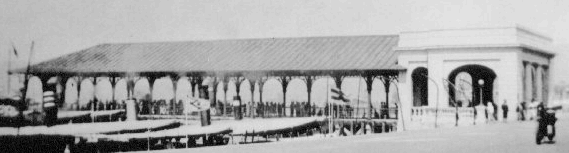
皇后碼頭全貌，約1930年

皇后碼頭的前身是名為「皇后像停泊處」（Queen's Statue Wharf）的木製碼頭，於1925年被取代。該碼頭是英國王室訪問香港時的儀式性抵達與離港地點，也是歷任總督抵港時宣示權力的場所。首位在此登岸的總督是於1925年11月抵港的金文泰。他的前任總督司徒拔則於1925年10月31日任期結束時，從該碼頭登上「維多利亞號」離港。

### 第一代碼頭

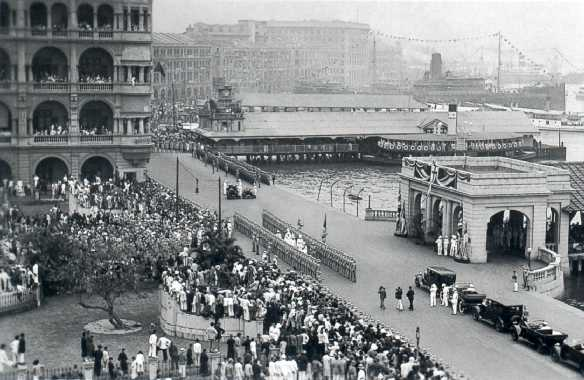
皇后碼頭（右側），1925年金文泰就職典禮

這座碼頭最初名為「皇后像碼頭」，後於1924年7月31日為紀念維多利亞女王而更名為「皇后碼頭」。這是一座以混凝土和鋼鐵建造的遮蔽式碼頭，採用新古典主義設計，建於現今香港文華東方酒店所在地，造價為20,000港元。它原被計劃趕在威爾斯親王愛德華抵港前啟用，但因工程延誤直至1925年10月才完工。該碼頭於1955年1月被拆除。

### 第二代碼頭
第二次世界大戰後，由於中環進行填海工程，舊碼頭被拆除。1954年2月，一座新碼頭在新海濱動工，設計採用現代功利主義風格。該碼頭的結構為U形平面，具有開放式上層建築。它由瓷磚加固混凝土底座和支柱組成，並模仿該地區先前的碼頭設計。其平屋頂同樣由混凝土製成，頂部鋪有瀝青防水層。五組樓梯供船隻乘客上下，其中三組位於北側，東西兩側各一組。
該碼頭被視為當時正在形成的儀式性建築群（包括香港大會堂和愛丁堡廣場）的「重要組成部分」，大會堂入口與碼頭形成軸線，為來訪貴賓營造隆重氛圍。次要設計目標是最大化公眾使用中環極有限的開放空間，以對比城市喧囂。
1954年6月28日，碼頭由總督葛量洪爵士夫人葛慕蓮主持開幕。

## 功能
碼頭的主要用途是舉行儀式。這裡是歷任港督的傳統登陸地點，他們會乘坐官方遊艇抵達中環，並停靠在皇后碼頭。從1960年代開始，港督會在愛丁堡廣場檢閱儀仗隊，隨後在大會堂宣誓就職。
英女王伊莉莎白二世於1975年5月4日首次訪問香港時，在啟德機場乘飛機抵達後，乘坐慕蓮夫人號渡過維多利亞港，於皇后碼頭登岸。1986年，伊利沙伯二世再度訪港時，同樣在皇后碼頭登岸。
碼頭的次要用途是作為公眾碼頭，允許遊艇停靠。提供九龍海港景觀的觀光船亦使用此碼頭供乘客登船。該碼頭也是香港渡海泳的終點，直至1978年。隨著儀式減少，碼頭的次要用途逐漸成為主要功能：人們在此會面、散步，亦有人在此釣魚。
2007年4月26日，為配合中環填海工程，碼頭被正式關閉。

## 拆卸

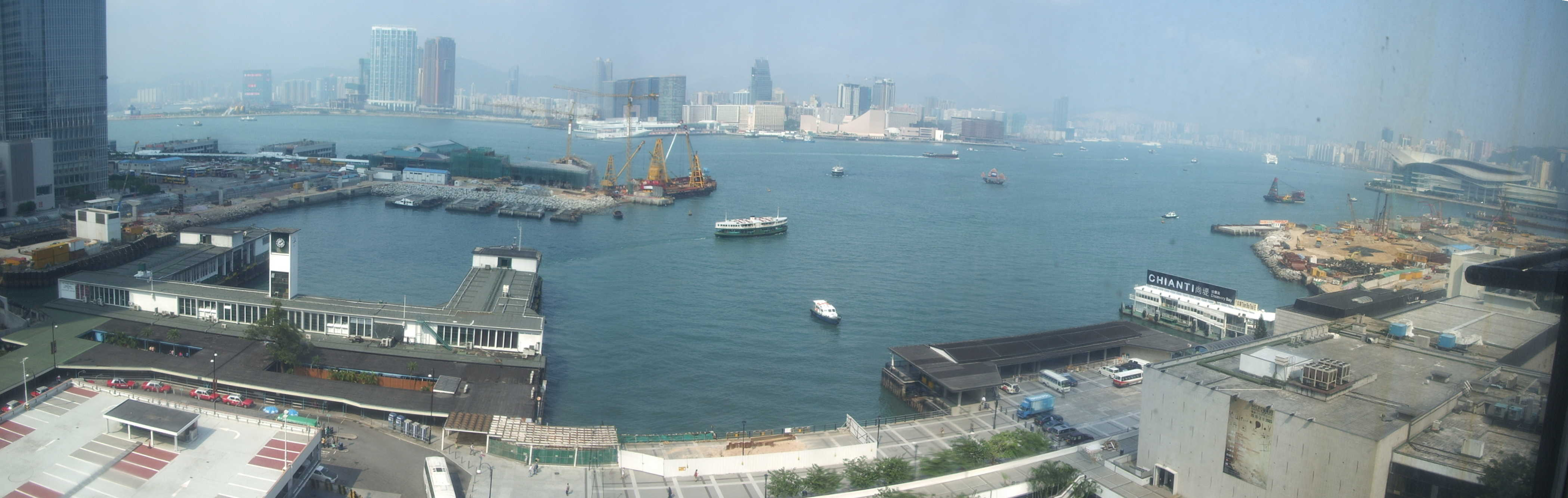
2005年的舊天星碼頭（左前）和皇后碼頭（右前）。新碼頭（左後）現已全面運作。

皇后碼頭的命運與中環填海計劃密切相關。該計劃於1989年公布，但並未明確提及碼頭的處理。然而，經過多次法律訴訟後，填海規模僅略有縮減。
由於中環填海計劃第三階段需要拆卸皇后碼頭及毗鄰的愛丁堡廣場渡輪碼頭，古物古蹟辦事處於2001年委託進行了一項文物影響評估。古物諮詢委員會在2002年3月和2006年12月的兩次會議中，均表示不反對拆卸皇后碼頭，但要求政府保留碼頭的遺構，以便在填海後的海濱重建。

### 政府立場
2007年初，愛丁堡廣場渡輪碼頭的爭議與拆除事件後，社運人士宣布將皇后碼頭作為下一個對抗香港政府保育政策的戰場。由於處理碼頭事件引發的批評，房屋及規劃地政局局長孫明揚在2007年3月21日的立法會會議上提議，將碼頭逐件遷移至新填海區的海濱。政府後來公布了四個遷移設計方案。碼頭原定於2007年4月26日關閉。  
2007年1月底，政府宣布將延後拆除皇后碼頭，直至達成共識；並與香港建築師學會、香港工程師學會及長春社進行磋商。建築師學會成員反對拆除碼頭，最初主張碼頭應保持原狀。然而，據報導，與政府會面後，學會及長春社被政府說服，同意先拆除碼頭，待填海工程完成後再於新地點重組。這一轉變遭到保護海港協會創辦人徐嘉慎的強烈批評。香港建築師學會澄清其立場並未改變。
行政長官曾蔭權表示，過度熱衷於保存過去可能損害香港的競爭力，並呼籲社運人士對經濟增長與保育採取更平衡的觀點。在曾蔭權連任行政長官後不久，政府於3月26日推進計劃，決定逐件拆解並遷移整個碼頭，以便填海工程繼續進行。

#### 拆卸與儲存
2007年7月底，發展局向立法會土地及工務小組提交文件。圍板於7月底架設，而完成「保育工程」的目標日期定為11月。建議將碼頭的斜頂拆卸成兩半，並將34條混凝土柱在頂部及甲板層面切割。這些部件將被標記，然後由起重船吊起，運往政府位於大嶼山狗虱灣的爆炸品倉庫，在守衛下儲存。

#### 區議會
政府向16個區議會進行民意調查，其中14個支持將碼頭遷往新海濱。然而，2008年7月，活動人士指責8個區議會未將原地保留碼頭列為選項之一；兩個支持遷移的區議會副主席亦反對，稱他們的決定可能未充分知情，因並非所有選項都被提出。首席城市規劃師表示，省略的提案「並非有效選項，且會產生不必要的建築廢料」。
2008年8月，政府被揭露在2008年推動13個區議會一致通過支持碼頭遷移的動議後，何俊仁譴責政府操縱區議會以「製造民意」。城市設計聯盟召集人質疑諮詢的公開性，稱「政府操縱了結果」。嶺南大學的李彭廣博士指出，區議會的結構問題導致其與政府過於緊密合作。他認為13個區議會通過「複製貼上」的皇后碼頭動議支持政府決定，是橡皮圖章行為，明顯顯示區議會缺乏獨立性。

### 保育人士的立場
碼頭原設計師羅恩‧菲利普斯（Ron Phillips）支持保留碼頭，表示若失去香港大會堂及相鄰的開放空間，「未來世代將為此感到遺憾」。香港建築師學會譴責政府無視碼頭的「一級歷史建築」地位，堅持拆卸重建是唯一可行方案，並指出「技術困難並非無法解決，政府拒絕修改現有基建設計的理由完全缺乏說服力」。
環保團體對政府的技術官僚言論感到憤怒，認為當局誇大原地保留碼頭的成本與技術難度。1980年代規劃的40米寬道路方案如今已「過時」，將導致海濱「無法供公眾使用」。香港可持續發展公民議會主席黎廣德指出，過去三年政府基建預算達900億港元，但用於收購及修復古蹟的資金僅9千萬港元。
公民黨指控政府誤導公眾：北港島綫的發展規劃使碼頭在2016年前無法重建。陸恭蕙批評曾蔭權未能理解文化遺產的經濟、文化與社會價值。
現場抗爭者的鬆散聯盟「本土行動」形容碼頭是香港身份認同的基石。透過連結1960年代末至1970年代初的社會運動，他們主張該處是香港公民運動的象徵，不應清拆。

### 保育運動前線

#### 公眾與媒體
2004年9月，立法會議員羅致光在維多利亞港游泳，手持寫有「告別皇后」的標語牌，抗議中環及灣仔填海計劃，尤其是皇后碼頭的消失。

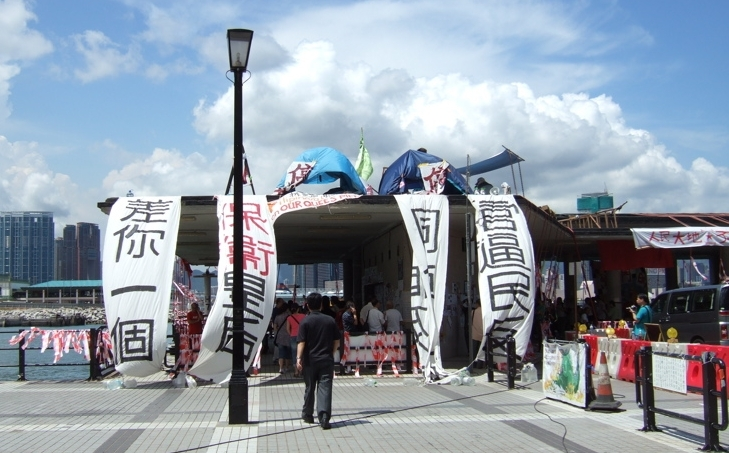
抗議者懸掛的橫額和碼頭頂部的帳篷

2007年初拯救天星碼頭的行動失敗後，一場要求原地保留皇后碼頭的運動隨即展開。在碼頭關閉前，公眾人士、環保主義者及部分立法會議員到場繫上藍絲帶，表達保留維港的願望。4月22日，約100名抗議者再次在碼頭聚集，發起告別航行，作最後呼籲政府重新考慮。藝術界收集了超過400個簽名的請願書。

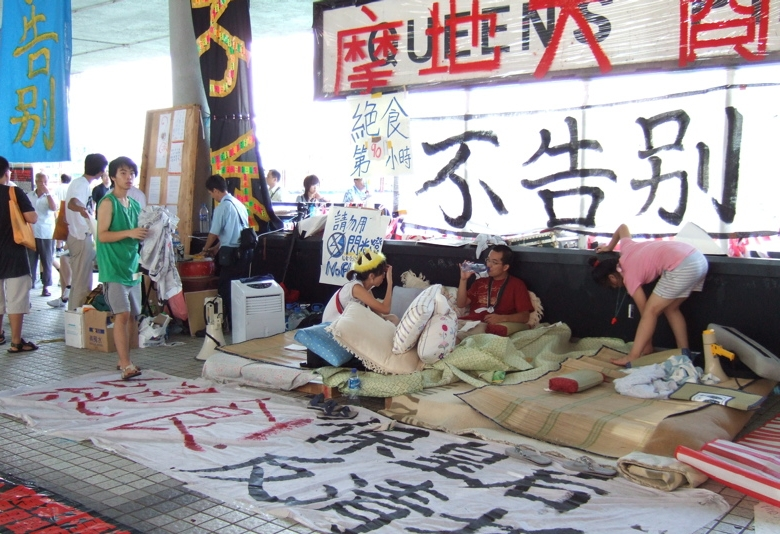
絕食者紮營第三天

在碼頭預定關閉當日，十名激進分子開始佔領行動。運動因周潤發於4月28日凌晨現身簽署請願書並呼籲警方不要傷害抗議者而聲勢大振。部分激進分子如朱凱廸曾參與天星碼頭抗議，並輪流駐守。梁振耀雖有全職工作，仍每週三晚留守現場，誓言以非暴力方式阻擋清拆。
7月27日，三名學生所屬的「本土行動」開始在碼頭絕食。絕食者陳景輝表示：「政府不是我們選的。我們只能用卑微有限的聲音。」政府以宣傳攻勢回應，宣布發展局局長林鄭月娥將出席香港電台《城市論壇》及7月29日在碼頭舉行的公眾論壇。
7月30日，政府要求佔領政府土地的「非法行為」於午夜前結束。激進分子誓言抗命；200名支持者在碼頭舉行燭光晚會。政府未在驅逐期限屆滿時立即採取強硬手段。8月1日白天，300名警員歷時十小時清場，與約30名抗議者發生推撞。香港人權監察批評警方清場期間禁止其觀察員進入現場。

#### 立法會
一項涉及5000萬港元用於拆卸及遷移碼頭的撥款申請，原定於2007年5月9日提交工務小組委員會審議，而同日古物諮詢委員會將舉行公聽會，決定碼頭的歷史評級。政府強調時間安排「純屬巧合」，並堅決拒絕推遲投票以等待古諮會的評級結果。  
5月9日，經過一小時的激烈辯論後，政府因缺乏支持被迫撤回動議。通常親政府的民主建港協進聯盟議員蔡素玉呼籲推遲投票，而自由黨同樣未支持政府。然而，政府官員聲明「無計劃將碼頭列為法定古蹟」，並堅持「評級與是否拆卸遷移碼頭無直接關係」。辯論中，康樂及文化事務署署長亦表示，即使該址被評為一級歷史建築，法律上仍無禁止拆卸的約束力。自由黨主席田北俊批評政府未能爭取支持落實政策，「就像一隻腳軟的螃蟹」。
政府聲稱其處理方式「符合行政長官曾蔭權近期競選連任時的承諾」，以在保留舊中環天星碼頭事件的錯誤後重奪文物保育的道德高地。公民黨立法會議員張超雄指政府「毫無保留歷史場所的誠意」。
工務小組於5月23日以10比7票通過政府重新提交的皇后碼頭拆卸遷移撥款申請。5月9日投反對票的蔡素玉此次棄權，透露曾受孫明揚及曾蔭權游說，且黨內黨鞭不允許她投反對票。香港建築師學會對撥款通過表示「遺憾」。

#### 古物諮詢委員會評級投票
2007年3月6日，古物諮詢委員會同意對碼頭進行評級覆核，並委託古物古蹟辦事處就碼頭的歷史及文物價值進行研究。其後，委員會於2007年5月9日召開公開會議，會上通過了古物古蹟辦事處的報告。古物諮詢委員會以簡單多數通過，基於歷史意義及社會價值，建議將碼頭評為一級歷史建築。十二名委員投票支持評為一級，十名委員支持評為二級。然而，此評級對政府並無約束力。
聽證會後，「本土行動」的一名活動人士宣稱古物諮詢委員會的決定是人民的勝利，並警告政府「不要輕視人民的聲音」。儘管保育運動及古物諮詢委員會的評級建議，時任房屋及規劃地政局局長孫明揚仍表示碼頭必須先遷移才能保留。孫明揚進一步表示，古物諮詢委員會的建議對政府的行動並無影響。

#### 法律挑戰
地政總署官員於7月30日到場張貼告示，要求終止對政府土地的「非法佔用」，活動人士隨即申請司法覆核，指稱民政事務局局長不將該建築物列為古蹟的決定既不合理亦屬違法。香港高等法院將案件聆訊日期定於8月7日。法官林文瀚表示，由於公眾對皇后碼頭存廢的結果極度關注，案件應予審理，並批准暫緩清拆一週。
8月10日，高等法院駁回司法覆核申請，政府隨即獲准進行清拆。法官裁定申請人未能證明政府的決定有違常理。

#### 規劃師學會爭議
香港規劃師學會多數會員任職於政府部門，原本支持原地保留皇后碼頭。2008年5月，該學會在僅少數會員出席的會議後，向政府提交立場文件改為支持遷移碼頭至海濱位置，引發軒然大波。其後學會在未完成問卷調查前，再度提交修訂文件，聲稱多數會員支持遷移。學會前副會長質疑該會如何成為政府的盟友。

### 重置可能性
2021年，政府被披露正研究在非中環海濱區域重置皇后碼頭。